# Adeodato Giovanni Piazza
Adeodato Giovanni Piazza OCD (ur. 30 września 1884 w Vigo de Cadore, zm. 30 listopada 1957 w Rzymie) – włoski duchowny katolicki, karmelita bosy, wysoki urzędnik Kurii Rzymskiej, kardynał, patriarcha Wenecji, przewodniczący Konferencji Episkopatu Włoch w latach 1953-1954.

## Życiorys
W 1897 rozpoczął naukę w szkole karmelitów w Treviso. 6 sierpnia 1902 otrzymał habit zakonny w nowicjacie u karmelitów bosych. Śluby złożył rok później. W latach 1904–1906 służył w korpusie medycznym włoskiej armii w Treviso. Śluby wieczyste złożył w 1907 i otrzymał jednocześnie święcenia niższe z rąk biskupa Treviso bł. Andrea Giacinto Longhini. Święcenia kapłańskie przyjął 19 grudnia 1908. Udzielił ich Patriarcha Wenecji kardynał Aristide Cavallari. Studia teologiczne ukończył w 1910. Później służył swemu zakonowi m.in. jako nauczyciel w jednym z domów zakonnych i przełożony klasztoru w Tombetta Veronese. W czasie I wojny światowej był kapelanem w szpitalu polowym w Montecatini Terme. Po wojnie był odpowiedzialny za nowicjat w Brescii, a od 1921 służył jako przełożony konwentu w Adrio. W latach 1922–1925 był sekretarzem superiora generalnego swego zakonu w Rzymie. Od 1925 piastował funkcję prokuratora generalnego karmelitów.
29 stycznia 1930 mianowany arcybiskupem Benevento. Sakry udzielił mu kardynał Basilio Pompilj. 16 grudnia 1935 został patriarchą Wenecji. Kreowany kardynałem na konsystorzu z grudnia 1937. Brał udział w konklawe 1939. 1 października 1948 mianowany sekretarzem Świętej Kongregacji Konsystorialnej. Opuścił tym samym Wenecję i rozpoczął pracę w Kurii. W 1949 podniesiony do rangi kardynała-biskupa Sabina e Poggio Mirteto. Konsekrował na biskupów 9 przyszłych kardynałów, m.in. Egidio Vagnozziego, Giovanniego Urbaniego, Sebastiano Baggio i Luigiego Raimondi. Pochowany został w jednym z rzymskich kościołów.